# الماهلة (حبيش)

تعديل مصدري - تعديل

الماهلة محلة تابعة لقرية الصفاء، التابعة لعزلة بني معين بمديرية حبيش إحدى مديريات محافظة إب في الجمهورية اليمنية، بلغ تعداد سكانها 97 حسب تعداد اليمن لعام 2004.